# Radio Stadtfilter
Radio Stadtfilter ist ein alternativer Hörfunksender aus Winterthur, der auf einer Frequenz von 96,3 MHz für Winterthur sein Programm auf UKW ausstrahlte, mittlerweile aber nur noch über DAB+, Internet und Kabel empfangbar ist.  Seit dem 7. März 2009 hält der Verein Radio Stadtfilter eine Festkonzession mit Leistungsauftrag und sendet ein 24-Stunden-Programm. Radio Stadtfilter war bis Ende September 2023 Mitglied der UNIKOM, dem Verband nichtkommerzieller Radios in der Schweiz und gründete danach mit anderen nicht-kommerziellen Radios die Interessensgemeinschaft der komplementären Radios IGKR. Seit dem 31. August 2014 wird Radio Stadtfilter auch auf DAB im Grossraum Zürich, St. Gallen-Gossau und Winterthur-Schaffhausen verbreitet.

## Geschichte
Bereits in den Jahren 2005 und 2006 ging Radio Stadtfilter jeweils für einen Sendemonat im November/Dezember an den Äther. Daraufhin forderte der «Verein 2. Frequenz Winterthur», der dem Radio nahestand, beim BAKOM eine zweite Festkonzession für Winterthur ein, wie es schon eine in anderen Städten wie Schaffhausen oder St. Gallen gibt. Diese Konzession erhielt Stadtfilter am 7. Juli 2008 als einziger Bewerber zugesprochen und kann laut Konzession somit ab Januar 2009 den Sendebetrieb dauerhaft aufnehmen. Der Sender nahm schliesslich am 7. März um 0.00 Uhr mit dem Stück «Rock'n'Roll Radio» von den Ramones den regulären Sendebetrieb auf. Am 11. Januar 2024 wurde Radio Stadtfilter die Konzessionen für die Jahre 2025 bis 2034 durch das BAKOM erteilt.
Am 31. Dezember 2024, 12:00h hat Radio Stadtfilter nach dem Stück "DO YOU REMEMBER ROCK'N'ROLL RADIO?" von den Ramones die Verbreitung auf UKW  eingestellt.
Radio Stadtfilter ist weiterhin auf DAB+, Internet und Kabel empfangbar.
Das Studio des Radiosenders befindet sich im Volkart-Haus beim Hauptbahnhof.

## Hörerzahlen
Nach dem Sendestart wurde Stadtfilter im zweiten Halbjahr 2009 laut «Publica Data AG» von durchschnittlich 38'700 Personen pro Tag gehört, dies bei 170'000 Einwohnern im Empfangsgebiet. Damit wurden die Erwartungen der Radiomacher, die sich als ehrgeiziges Ziel 20'000 Hörer gesetzt hatten, bei Weitem übertroffen und machte Radio Stadtfilter zur Nummer 1 unter den nichtkommerziellen Radios.
Inzwischen werden die Hörerzahlen nach einer anderen Messmethode erhoben. Nach dieser Messmethode besass Radio Stadtfilter im Jahr 2020 600 tägliche Hörer, während für das Rekordjahr 2009 nach gleicher Messmethode 2'700 tägliche Hörer ausgewiesen werden.

## Programm
Folgende Formate werden von Stadtfilter regelmässig ausgestrahlt.
- Der Ball ist Rundfunk – Liveübertragungen von allen Heim- und Auswärtsspielen des FC Winterthur
- Weltempfänger – Radio in Fremdsprachen (Mo.–Fr. 17–18 Uhr)
- Politur – Informationssendung über das Lokalgeschehen (Mo.–Fr. 18–19 Uhr)
- diverse Magazine (Mo.–Fr. 19–20 Uhr)
- Talk (Sa. 13–15 Uhr)
- Synapsenfunk Wissen, Zeitfragen, Digital (Di. 19–20 Uhr)
- Digital ist ein Teil des Magazins Synapsenfunk[7]
- Radio Gwunder – Kinderprogramm (So. 9.30–10 Uhr)
- KünstlerIn des Monats oder Hörspiel (So. 18.00–19.00 Uhr)
- diverse Musiksendungen

Stadtfilter strahlt viel kulturelles und lokales Programm aus, das fest im Konzept des Radios verankert ist, so ist im Konzept z. B. auch unter der Woche jeweils eine Stunde für eine Fremdsprache reserviert. Das Radio strahlt grossteils alternative Musik aus allen Sparten aus (z. T. auch live aus Konzerten im Rahmen des Clubfilter am Samstagabend), wobei am Abend der Schwerpunkt jeweils auf einem bestimmten Genre liegt. Was jedoch weniger zum Zuge kommt ist Mainstreammusik, so wird z. B. bewusst auf Heavy Rotation von Chartmusik verzichtet. Das Radio bezeichnet sich selbst als politisch «klar links von der Mitte».
Nerdfunk (ursprünglich Digital) ist ein vielseitiges, wöchentliches Magazin rund um die digitale Technologie. In der Sendung werden Entwicklungen besprochen, neue Software vorgestellt und viele soziale Themen rund um die Informatik thematisiert – von Frauen in der Informatik bis zur Digitalphotographie. Allmonatlich (Letzte Sendung des Monats) findet Kummerbox-Live statt, eine Live-Sendung die Fragen im Kontext Informatik beleuchtet.
Diese Sendung hat mit Nerdfunk.ch eine eigene Homepage, auf der auch der Podcast abonniert werden kann.